# Mugham
Mugham (aserbaidschanisch: Muğam, von arabisch مقام, DMG maqām) ist eine traditionelle aserbaidschanische Form der Musik, der ein festgelegter, als modal bezeichneter Melodietyp zugrunde liegt. Zugleich bestimmt der Mugham die Art der melodischen Intervalle, den Rhythmus und die Aufführungspraxis des Sängers und seiner instrumentalen Begleiter.
Mugham wird nicht in einer Notation aufgeschrieben, sondern von einer Generation an die nächste weitergegeben. Mugham wurde 2008 von der UNESCO in die Repräsentative Liste des immateriellen Kulturerbes der Menschheit aufgenommen, in zwei getrennten Resolutionen für Aserbaidschan und China.

## Ursprünge und Verbreitung
Die Ursprünge von Mugham liegen in der persischen und arabischen Musik und reichen bis ins Mittelalter zurück. Mugham ist – wenn auch unter anderen Bezeichnungen – in anderen nah- und fernöstlichen Regionen von Transkaukasien bis ins chinesische Xinjiang (Sinkiang) weit verbreitet. Die Uiguren in Xinjiang bezeichnen die Musik als Muqam, die Usbeken den „choresmischen Maqam“ als Alti-yarim Makom („sechseinhalb Maqāme“), die Tadschiken als Schaschmaqam („sechs Maqame“), die Türken als Makam, die Araber und die Perser als Maqām (für sämtliche Modi) oder auch als Dastgah für die sieben Hauptmodi.

## Definition
Der Begriff Mugham ist nicht eindeutig definiert und doppeldeutig. Nach dem aserbaidschanischen Komponisten Qara Qarayev bezeichnet das Wort Mugham zum einen Tonart, Modus oder Skala, zum anderen eine mehrsätzige Form mit eigenen Gestaltungsprinzipien. Ein Mugham enthält komponierte und improvisierte Elemente.

„Seiner Form nach ist der Mugam ein Zyklus im Charakter einer Suite oder Rhapsodie. Jeder der Mugamteile ist eine Improvisation, die sich im Rahmen der jeweiligen Tonart, in der der Mugam steht, bewegt und sich auf die freie Nutzung von melodischen Wendungen, wie sie für diese Tonart charakteristisch sind, gründet. Jeder folgende Mugamteil hat einen anderen Stützton und entfaltet sich in einem höheren Klangbereich. Die Sätze werden durch Intermedien – Tasnif (ein begleitetes Lied) und Rjang (eine tänzerische Instrumentalepisode) – […] unterteilt […]. Die komplizierten Regeln dieser Kunstform werden von den Interpreten streng befolgt. Doch wie die ganze Folklore gehören auch die Mugame zur mündlich überlieferten Musiktradition. Dadurch werden die Mugam-Intonationen auch ständig erneuert.“

Mugham ist auch die Bezeichnung für ein Trio, das Mugham-Musik aufführt und aus einem Sänger sowie zwei Musikern besteht, die typischerweise Tar und Kemençe spielen.
Es gibt zwölf verschiedene Arten von Hauptmugam und sechs Stimmenmugame;
12 Arten von Hauptmugame: Üschschaq, Näva, Busälik, Rast, Ärak, Isfahan, Siräfkänd, Büsürk, Sängülü, Rähavi, Hüseyni und Hidschas.
6 Arten von Stimmenmugame: Schahnas, Sägah, Tschahargah, Bayati-Schiras, Schüschtär und Humayun.

## Verknüpfung mit anderer Musik
1908 wurde Mugham erstmals in die Opernmusik integriert durch den aserbaidschanischen Komponisten Üzeyir Hacıbəyov, der das Buch Principles of Azerbaijani Folk Music schrieb. Fikrət Əmirov schrieb drei Mugamen für großes Orchester, in denen er Merkmale der traditionellen Mugham-Musik mit der europäischen Tradition sinfonischer Musik verknüpfte. Eine Verbindung zwischen Mugham und Jazz schuf in den 1960er und 1970er Jahren der ebenfalls aserbaidschanische Komponist und Pianist Vaqif Mustafazadə sowie ab den 1990er Jahren dessen Tochter, Aziza Mustafa Zadeh. Zu den weiteren zeitgenössischen Vertretern der Mugham-Musik zählen unter anderem die Komponistin Frangis Ali-Sade und der Kamantschespieler Rauf Islamov.
Aserbaidschanische Mugammusik verwendete auch der Filmemacher Andrei Tarkowski in seinem Film Stalker.